# Premi Oscar 1931
La 4ª edizione della cerimonia di premiazione dei Premi Oscar si è tenuta il 10 novembre 1931 nella Sala D'Oro del Biltmore Hotel a Los Angeles. Il conduttore della serata è stato l'attore britannico Lawrence Grant.

## Vincitori e candidati
Vengono di seguito indicati in grassetto i vincitori. Ove ricorrente e disponibile, viene indicato il titolo in lingua italiana e quello in lingua originale tra parentesi.

### Miglior film
- I pionieri del West  (Cimarron), regia di Wesley Ruggles
- Ripudiata (East Lynne), regia di Frank Lloyd
- The Front Page, regia di Lewis Milestone
- Skippy, regia di Norman Taurog
- Trader Horn, regia di W. S. Van Dyke

### Miglior regia
- Norman Taurog - Skippy
- Clarence Brown - Io amo (A Free Soul)
- Lewis Milestone - The Front Page
- Wesley Ruggles - I pionieri del West  (Cimarron)
- Josef Von Sternberg - Marocco (Morocco)

### Miglior attore
- Lionel Barrymore - Io amo (A Free Soul)
- Jackie Cooper - Skippy
- Richard Dix - I pionieri del West  (Cimarron)
- Fredric March - La famiglia reale di Broadway (The Royal Family of Broadway)
- Adolphe Menjou - The Front Page

### Migliore attrice
- Marie Dressler - Castigo (Min and Bill)
- Marlene Dietrich - Marocco (Morocco)
- Irene Dunne - I pionieri del West (Cimarron)
- Ann Harding - Holiday
- Norma Shearer - Io amo (A Free Soul)

### Miglior sceneggiatura
- Howard Estabrook - I pionieri del West  (Cimarron)
- Francis Faragoh e Robert N. Lee - Piccolo Cesare (Little Caesar)
- Horace Jackson - Holiday
- Joseph L. Mankiewicz e Sam Mintz - Skippy
- Seton I. Miller e Fred Niblo Jr. - Codice penale (The Criminal Code)

### Miglior soggetto originale
- John Monk Saunders - La squadriglia dell'aurora (The Dawn Patrol)
- John Bright e Kubec Glasmon - Nemico pubblico (The Public Enemy)
- Rowland Brown - The Doorway to Hell
- Harry d'Abbadie d'Arrast, Douglas Doty e Donald Ogden Stewart - Laughter
- Lucien Hubbard e Joseph Jackson - Smart Money

### Miglior fotografia
- Floyd Crosby - Tabù (Tabu: A Story of the South Seas)
- Edward Cronjager - I pionieri del West  (Cimarron)
- Lee Garmes - Marocco (Morocco)
- Charles Lang - The Right to Love
- Barney 'Chick' McGill - Svengali

### Miglior scenografia
- Max Rée - I pionieri del West  (Cimarron)
- Richard Day - Whoopee!
- Hans Dreier - Marocco (Morocco)
- Stephen Goosson e Ralph Hammeras - I prodigi del 2000 (Just Imagine)
- Anton Grot - Svengali

### Miglior sonoro
- Paramount Publix Studio Sound Department
- Samuel Goldwyn - United Artists Studio Sound Department
- Metro-Goldwyn-Mayer Studio Sound Department
- RKO Radio Studio Sound Department